# Couvent des Jacobins d'Auxerre
Le couvent des Jacobins d'Auxerre est un couvent de dominicains ou frères prêcheurs fondé peu avant le milieu du XIIIe siècle à Auxerre dans le département de l'Yonne en Bourgogne, France.

## Situation, description
Le couvent se trouvait au no 9 rue Marie Noël, où il y avait une entrée prolongée par une longue avenue d’acacias menant aux bâtiments. La principale entrée du couvent ouvrait sur la rue Paul Bert, alors appelée rue des Jacobins,.
La partie Est de la place des Véens (du côté de la rue Bureteau), représente le jardin des Bons-Enfants qui devait des censives au Chapitre de Saint-Étienne (Censier de 1467)
L’église, réduite de nos jours à un magasin, datait du XIVe siècle. Elle faisait 108 pieds de longueur sur 32 pieds 6 pouces de largeur, et environ 36 pieds de hauteur entablement compris. Elle était construite en partie en moellons.

## Histoire

### Un peu d'histoire générale et d'étymologie
L’« ordre des Frères Prêcheurs », également appelé « dominicains », est fondé en 1206 à Toulouse par le prédicateur castillan Dominique de Guzman que le pape Innocent III a envoyé en Languedoc pour combattre les hérétiques albigeois ou cathares. L'ordre est solennellement approuvé par le pape Honorius III le 22 décembre 1216. 
Le 12 septembre 1217 les premiers dominicains à arriver à Paris sont hébergés à l'hospice Saint-Jacques, du nom de la chapelle attenante du même nom. Aussi les membres de cet ordre sont également appelés « jacobins ».
Les jacobins s'implantent à Sens entre 1225 et 1231, avant d'arriver à Auxerre.

### XIIIesiècle
En 1241 la comtesse de Joigny Amicie de Montfort et son fils Gaucher, font venir à Auxerre des jacobins qui s'établissent sur un terrain que ces deux personnages obtiennent du chapitre de Saint-Étienne par échange de terres. La comtesse Mahaut de Courtenay approuve cet établissement par charte, et le 1er octobre 1245 elle confirme l'acquisition d'une propriété dans Auxerre, obtenue par échange avec un bien de la paroisse Saint-Pierre, en faveur des mêmes dominicains.
Un nommé Lambert est l'un des premiers profez de cette maison. Il est célèbre pour sa somme sur Aristote, appelée « Somme Lambert » (mentionnée par dom George Viole et le prof. Echard sous les termes de Summa logicalis quae etiam dicitur Summa Lamberti).

### XIVesiècle
Jeanne d'Évreux, veuve du roi Charles le Bel (1322-1328), obtient en 1340 de l'abbé Gui des reliques de saint Pèlerin détenues par l'abbaye Saint-Denis. En 1342 elle donne ces reliques aux jacobins d'Auxerre qui les lui ont demandées pour une chapelle de leur église, chapelle dédiée à saint Denis et située au nord du grand-autel. Elle fait faire une châsse de 17 marcs (environ 8,5 kg) d'argent et, par un acte expédié à Crécy-en-Brie le 25 juin 1342, donne châsse et reliques au jacobin Clément, confesseur de Jean fils de Philippe de Valois.
L'évêque d'Auxerre Ferric Cassinel (1382-1390) n'a pas une réputation sans tache : dès le début de son épiscopat à Auxerre il s'est préoccupé de sa propre famille au détriment de son évêché, qu'il quitte en laissant ce dernier endetté de 1 750 florins. En 1390 il est muté à l'archevêché de Reims et voyage sur Avignon pour remercier le pape Clément VII, puis passe par le Languedoc où il possède un patrimoine, mais n'atteint pas Reims : il est empoisonné en route et meurt à Nîmes le 26 mai 1390. Son corps est rapatrié à Auxerre où il est enterré entre deux piliers du sanctuaire à gauche du grand autel, sous un superbe mausolée érigé par sa famille reconnaissante et qui sert de prétexte pour qu'il soit enterré contre la coutume si près de l'autel. La chronique de Charles VI soupçonne les jacobins de l'avoir empoisonné, sans pouvoir en donner la preuve mais parce que « c'était l'homme qu'ils haïssaient le plus au monde » ; Henri Martin attribue ce meurtre plutôt au duc de Berry Jean, qui aurait redouté « la poursuite de ses malversations en Languedoc ».
En 1398 les jacobins reçoivent 350 francs d'or du confesseur du duc d'Anjou et roi de Sicile pour diverses constructions dans leur couvent, contre des services religieux.

### XVesiècle
Chaque année, le jour des Morts (Toussaint), les fidèles offraient à leur église paroissiale un grand pain pour les pauvres. Les six curés de la ville portaient ces pains à l’hôpital de la Madeleine dans la chapelle saint Michel ; le prieur de Saint-Amatre les bénissait. Les administrateurs municipaux achetaient 70, 80 et parfois 100 bichets de blé qui étaient moulus et transformés en pain pour les « pauvres gens indigents afin qu’ils prient Dieu pour ceux qui ont fondé lesdites Charités ». Tout ce pain était ensuite placé dans une cuve devant la porte du couvent des Jacobins, et distribué aux pauvres. Les curés recevaient 7 sous pour cette tâche et les administrateurs municipaux partageaient un repas.
En 1440 l'évêque d'Auxerre Laurent Pinon, un dominicain lui aussi mais de la maison de Paris, assiste au chapitre provincial de l'ordre des dominicains qui se tient au couvent d'Auxerre.
La confrérie des Trépassés
En 1443 l'idée vient aux jacobins d'alléger le poids sur les âmes des morts sans sépulture ecclésiastique - et donc supposées condamnées au purgatoire -, nombreux à cause de la guerre de Cent Ans. La confrérie doit célébrer dans l'église des jacobins une messe à l'intention de ces défunts tous les jours de l'année, et une fois par semaine les Vigiles des Morts sauf les semaines de grandes fêtes. Le vendredi après la Saint-Martin d'été, Laurent Pinon approuve la création par les frères prêcheurs de la confrérie des Trépassés et accorde des indulgences ordinaires à tous ceux et celles qui s'y enrôlent. Il ordonne également de bien recevoir les dominicains d'Auxerre qui la publient. Le 8 octobre 1444, Pierre du Mont évêque de Bresse et nonce du pape Eugène IV accode des indulgences à tous ceux qui font des donations ou des legs à cette nouvelle confrérie.
Une épidémie de peste ravage Auxerre de 1467 à 1469 - elle a peut-être commencé dès Pâques 1466 car quelques jours après cette date un médecin de Troyes est requis pour disséquer un mort soupçonné de porter cette maladie. Plus de 3 000 habitants meurent de la contagion. Les dominicains se consacrent au service des pestiférés et meurent tous de la maladie.
En 1477 Enguerrand Signart approuve 16 jacobins, y compris leur prieur Jacques de Brie, pour la prédication en faveur de la confrérie des Trépassés ; et il accorde 40 jours d'indulgences à ceux qui assistent à leurs sermons - en sus des 100 jours d'indulgences accordés par le cardinal Rollin évêque d'Autun.
Démêlés avec Pierre de Longueil
L'évêque d'Auxerre Pierre de Longueil a de bons rapports avec les dominicains. Mais il a approuvé un prédicateur de l'ordre des hermites de Saint-Augustin, Louis Quarrier ; or ce dernier se laisse emporter par son sermon au retour d'une procession le mercredi d'après Pâques 1463 et émet quelques propositions qui déplaisent aux jacobins. Les inquisiteurs dominicains accusent Quarrier d'hérésie et, au grand déplaisir des chanoines du chapitre, le reprennent publiquement devant le chapitre et en présence d'un grand nombre de personnes. 

Longueil fait donc pression sur les dominicains. Il leur avait auparavant permis de publier l'association accordée par leur général à la confrairie des Trépassés : en 1454 onze prêtres de la maison d'Auxerre avaient été approuvés et quiconque assistait à leurs sermons gagnait 40 jours d'indulgences. À la suite de l'incident avec Quarrier, Longueil révoque cette faveur. Quinze jours après, en plein synode, il interdit à tous ses curés de laisser entrer aucun jacobin dans leurs églises pour prêcher, pour confesser ou pour quêter, ce jusqu'à ce qu'ils aient fait réparation envers l'évêque ; cette interdiction aux curés est assortie d'une menace sévère : excomunication et 10 livres d'amende à ceux qui ne lui obéiraient pas. Il inclut dans sa colère la confrérie des Trépassés : ceux qui font partie de cette confrérie doivent s'en retirer sous peine d'excommunication et doivent ne rien lui donner.
Le frère Laurent de Bouny, vicaire de l'inquisiteur au diocèse d'Auxerre, est celui qui a fait comparaître devant lui le père Quarrier. Accompagné de Jacques Proteau, un autre jacobin et celui qui a fait la citation, Bouny se présente devant l'évêque. Longueil fait enfermer Proteau en prison et en appelle au parlement pour tout ce que Bouny pourrait décréter contre l'augustin Quarrier. Jacques Chevecin, prieur du couvent d'Auxerre, vient voir l'évêque quelque temps après pour adoucir l'humeur de l'évêque - mais se fait lui aussi jeter en prison et toutes les prières et demandes des moines jacobins ne leur rendent pas leur prieur. Les jacobins font alors appel à la Cour de Louis XI, représentant que leur communauté est en train de périr car ils n'ont plus de prieur pour les guider ni d'aumônes pour survivre. Ils représentent aussi que le prédicateur à l'origine des troubles est un faux augustin qui a pris l'habit de l'ordre dans une hôtellerie de Crevan et l'a ensuite quittée au même lieu. 

La Cour ordonne au bailli d'Auxerre de sortir le prieur de sa prison s'il est en voie d'élargissement, ou sinon qu'il soit conduit à la prison de la Conciergerie à Paris, accompagné des informations et des charges contre lui, et qu'il soit ensuite remis à ses supérieurs.
Quelques jours après, Laurent Gervais, prieur du couvent de Paris et vicaire général de l'inquisiteur pour tout le royaume, rend visite à Longueil le 25 septembre à Varzy, et lui demande son amitié et sa protection pour les jacobins de couvent d'Auxerre. Longueil s'en tient à ses positions : que les jacobins lui fassent réparation, et ils seront rétablis dans leur ancienne situation. Il s'affirme prêt à défendre les propositions faites par Quarrier, les soumettant au jugement de l’Église. Après une longue discussion, il est décidé qu'un jacobin d'Auxerre, rétabli dans ses pouvoirs, lira lors de son premier prêche dans la cathédrale un billet décrivant le prêche en litige de Quarrier ; ajoutant que l'évêque, ses vicaires et le chapitre ayant été scandalisés, les jacobins expriment le regret d'avoir causé tant de tumulte et demandent qu'on leur pardonne et qu'on oublie le tout. Pour cette réparation publique, Longueil désigne Ambroise Chantereau, l'ancien de la maison des jacobins d'Auxerre en 1454.
Les poursuites contre Quarrier ne cessent pas pour autant, et Laurent Gervais demande même à Longueil de se joindre à lui. Mais l'évêque le renvoie à ce que son official lui en dira et exige que son chapitre décide si la réparation leur agrée. Gervais va donc voir les chanoines de la part de l'évêque, leur explique la procédure de réparation prévue.
Le 10 octobre, les vicaires généraux de l'évêque donnent aux jacobins des lettres adressées à tous les curés pour informer ces derniers que les jacobins sont rétablis dans tous leurs droits.
Don d'Enguerrand Signart
L'évêque d'Auxerre Enguerrand Signart (1473-résigné 1477, mort en 1485) donne en 1482 au chapitre d'Auxerre trois parements de soie pour décorer le grand-autel de Saint-Étienne et une somme pour fonder son anniversaire : une messe du Saint-Esprit doit être chantée pour lui tous les 10 juillet jusqu'à sa mort, et un requiem chaque année après sa mort. Il demande que deux prêtres jacobins soient admis à ce service et que chacun des deux ait la distribution manuelle d'un chanoine.

### XVIesiècle
Lors de l'entrée dans la ville pour sa prise de fonction le 8 décembre 1560, Philippe de Lenoncourt est accueilli par une procession de jacobins et de cordeliers joints aux curés et vicaires.
Le père Divolé, jacobin au début des guerres de religion, se fait particulièrement remarquer par ses prêches virulents contre le protestantisme et ses dénonciations hardies des tendances des principaux officiers à livrer la ville aux huguenots. 

Lors de la prise d’Auxerre en 1567, les huguenots veulent brûler ou au moins découvrir cette église. Elle est rachetée par Jeanne Leroy, une dame du voisinage. Mais les huguenots menacent de mort un religieux pour se faire indiquer la cachette de l'argenterie du couvent et font main basse sur celle-ci. Par ailleurs le père Divolé échappe de peu à la mort : il est promené nu dans la ville mais sa vie est épargnée à cause de son grand âge.

### XVIIesiècle
Dans la première moitié des années 1620 pendant l'épiscopat de François de Donadieu (1599-1625), les jacobines demandent à s'implanter à Auxerre mais sont refusées.
En 1628, deux ans après le début de l'épiscopat de Gilles de Souvré (1626-1631), un nouvel impôt est demandé sur le vin des habitants d'Auxerre. C'est l'émeute. Les vignerons poursuivent l'exacteur jusque dans l'église des jacobins et le sang y est répandu. Souvré doit réconcilier l'église.
En février 1635 le père Jean-Baptiste Carré, prieur du noviciat général, commissaire du général de l'ordre Niccolò Ridolfi et activement soutenu par le frère de ce dernier, le cardinal Ottavio Ridolfi, est chargé de la réforme du couvent d'Auxerre. 

Cette même année (probablement avant la visite du père Carré puisqu'à l'époque l'année finit à Pâques), les jacobins d'Auxerre ainsi que ceux de Sens, Lisieux et Rouen entrent en conflit avec leurs évêques respectifs au sujet de l'exemption religieuse et des privilèges des religieux face aux prétentions justifiées ou non des ecclésiastiques locaux. Le pape Urbain VIII doit intervenir.
En 1649 le couvent d'Auxerre est désigné pour l'éducation des novices pour la région de Champagne (?), avec les couvents de Liège et de Verdun (ceux pour la Bourgogne sont Grenoble, Bourg-en-Bresse, Dijon et Saint-Flour.
Les Jacobins étaient attachés à la propagation de la confrérie du Rosaire, nombreuse à Auxerre aux XVIIe et XVIIIe siècles.

### XVIIIesiècle
En 1717, lors de la division de l’Église induite par le jansénisme, du temps de l'évêque Charles de Caylus, les dominicains d'Auxerre sont parmi les quelques communautés religieuses à déposer un appel pour rejeter la Constitution.
Le domaine est vendu comme bien national à la révolution.

### XIXesiècle
Le parents du jeune Paul Bert installent la maison familiale dans l'ancien couvent. Le vaste jardin sert de champ de découverte au futur savant.

### XXesiècle
Le couvent est vendu en 1971.

### XXIesiècle
Acquise par la municipalité d'Auxerre, la maison est officiellement baptisée « Maison Paul Bert » en 2009. Elle a plusieurs usages, dont une partie qui est transformée en auberge de jeunesse, devient le gîte d’étape de la ville et est nommée « Maison des randonneurs ».

## Le collège des Bons-Enfants
En 1253 Mahaut de Courtenay, comtesse d’Auxerre, attribue au couvent des Jacobins la direction du petit collège dit « des Bons-Enfants » et lui fait don à cette occasion du cimetière des Juifs,. 

Ce collège se trouvait dans une maison de la rue Milliaux, « qui va de l’église Saint-Pèlerin aux Jacobins ». Mais les jacobins n'ont pas toujours dirigé ce collège : en 1339, un maître des Bons-Enfants paie dix sous de rente à l’Hôtel-Dieu sur sa maison et surtout le pourpris des Bons-Enfans ; et le Compte de l’Hôtel-Dieu de 1440 indique que le maître des Bons-Enfants est alors Jacques Grail et qu'il sert encore la même rente.
En 1381, les jacobins donnent à bail la maison des Bons-Enfants à un clerc du diocèse de Langres sous condition d’instruire les écoliers des Bons-Enfants et de leur fournir le coucher - ce collège était donc aussi une sorte de pensionnat. Les jacobins y recrutent des novices. Mais si les élèves n’entrent pas au couvent, ils doivent malgré tout payer aux jacobins 5 livres pour chaque année passée dans l’école, pour payer la nourriture donnée chaque jour par le couvent (D. Viole, I, 517, Bibliothèque d’Auxerre, Man. n0 130).
Lebeuf dit à tort que, depuis 1435, on ne trouve plus rien sur ce collège: ce qui précède montre le contraire. Il est probable même qu’il dura bien plus longtemps, et au moins jusqu’aux guerres de religion.
Au XVIIIe siècle, les jacobins morcèlent le jardin des Bons-Enfants et le donnent à rente ; ce jardin se retrouve divisé entre plusieurs individus.

## Prieurs et sous-prieurs
- - cité en 1265 : Pierre de Mailly, sous-prieur[51].
- cité en 1477 : Jacques de Brie, prieur, professeur en théologie[52]. Il fait partie des 16 jacobins approuvés par Enguerrand Signart et auxquels ce dernier accorde 40 jours d'indulgence pour leurs prêches de la confrérie des Trépassés[31].
- début XVIIe siècle : Nicolas de la Marre (†1646), grand prédicateur. Moine chez les jacobins de Sens où il devient prieur, puis prieur à Poitiers, Auxerre et Langres. Il devient missionnaire en Guadeloupe où il devient supérieur de la mission[53].
- cité en 1620 : Vauguier, prieur[54].

## Personnages notables issus de la maison d'Auxerre
- Étienne d'Auxerre : il est l'un des trois conseillers du cardinal Odon de Châteauroux lorsque ce dernier condamne le talmud en 1244[18].
- Lambert, un des premiers profez de cette maison, célèbre pour sa somme sur Aristote appelée « Somme Lambert » (mentionnée par dom George Viole et le prof. Echard sous les termes de Summa logicalis quae etiam dicitur Summa Lamberti)[20]
- Hugues de Vaucemain (†1341) : devient général de l'ordre des dominicains. Mort à Avignon en 1341, son corps est rapporté à Auxerre en 1388 et enterré au couvent d'Auxerre près du grand autel[55].
- Guillaume d'Auxerre : élu provincial des dominicains au chapitre tenu à Dijon en 1330[56].
- Guérin de Gy-l'Évêque : sur l'ordre du général des dominicains, il écrit en 1340 la vie de sainte Marguerite († 1270) fille du roi de Hongrie (manuscrit publié par Bollandus). En 1346 il devient provincial des jacobins, et plus tard il en devient le général[55].

- Pierre de Treigny (†1356) : originaire de Treigny, il entre chez les jacobins d'Auxerre. Il devient confesseur de Philippe VI. Il enrichit le couvent d'Auxerre de joyaux et d'une maître-autel. En 1334 il est chez des dominicaines de Rouen comme témoin pour un acte lié à l'exécution testamentaire du cardinal Nicolas de Fréauville. Il est enterré au couvent des jacobins d'Auxerre[57].
- Maurice de Coulange (Coulanges-les-Vineuses) (†1395) : évêque de Nevers et confesseur du roi Charles V[58].
- Guillaume de Vallan († 23 avril 1400[57]) : évêque de Bethléem[59] en juillet 1379[57] et confesseur du duc de Bourgogne Philippe le Hardi de 1371 environ jusqu'en 1382[57], ce dernier le fait nommer confesseur du jeune roi Charles VI en 1380 ou peu après, à la place de Maurice de Coulange qui avait été confesseur de Charles V[58]. Guillaume de Vallan est nommé évêque d’Évreux[59],[60],[61] le 2 décembre 1388. Son obit est célébré dans la cathédrale d'Auxerre le 24 avril[57].
- Philippe Froment (†1401) : confesseur du duc de Bourgogne Philippe le Hardi, évêque de Bethléem, évêque de Nevers (1395). En 1400 du temps de l'évêque d'Auxerre Michel de Creney, il fait la translation des reliques de saint Thibaud Confesseur depuis le prieuré de Beaumont (Saint-Thibaud-des-Bois, à environ 8 km d'Auxerre) jusqu'à l’abbaye Saint-Germain d'Auxerre[62].
- Guillaume de Mailli († 4 mars 1462) : écrivain, il compose quelques opuscules et rédige un catalogue des ouvrages de la bibliothèque du couvent d'Auxerre[63].
- Jacques de Brie : en 1477 il est professeur en théologie[52].
- Pierre Divolé : né à Chevannes, il prend l'habit dominicain à Auxerre. Les chanoines et des habitants d'Auxerre l'aident à financer son doctorat en 1537. En 1543 il prêche son premier Carême à Auxerre. Il devient provincial de son ordre. Lors de la prise d'Auxerre n 1567 il est attaqué par les protestants. Il se retire alors à Paris, où il prêche le Carême à Saint-Étienne-du-Mont et meurt avant de l'avoir achevé, le 31 mars 1568. Son tableau est longtemps conservé dans l'église des jacobins d'Auxerre. Ses sermons sont imprimés par les soins d'un curé du diocèse de Chartres et le jésuite Possevin, les ayant lus, le met au rang des écrivains illustres[64].
- Roch Mamerot : licencié de la Sorbonne le 14 février 1557, confesseur de la reine d'Écosse Marie Stuart veuve du roi de France François II. Il est né à Auxerre où il prend l'habit et y prêche, notamment le Carême en 1586. Meurt à Auxerre en 1587 et est enterré proche de l'église des jacobins[65].